# Landsorganisationen i Danmark
Landsorganisationen i Danmark (LO) var en facklig centralorganisation i Danmark, startad 1898. Den 1 januari 2019 fusionerades LO med den näst största huvudorganisationen i Danmark, FTF. Den nya huvudorganisationen heter Fagbevægelsens Hovedorganisation, FH. LO i Danmark bestod av 18 medlemsförbund med totalt 1 095 420 medlemmar (2012). Dess ordförande var Lizette Risgaard. Hon fortsätter som ledare av FH.

## Medlemsförbund
| Fackförbund                           | Medlemstal (2012) |
| ------------------------------------- | ----------------- |
| Blik og Rørarbejderforbundet          | 9 826             |
| Dansk Artist Forbund                  | 1 263             |
| Dansk El-Forbund                      | 28 539            |
| Dansk Frisør og Kosmetiker Forbund    | 4 033             |
| Dansk Jernbaneforbund                 | 5 327             |
| Dansk Metal                           | 116 005           |
| Fagligt Fælles Forbund (3F)           | 323 076           |
| FOA - Fag og Arbejde                  | 192 670           |
| Fængselsforbundet                     | 3 278             |
| Fødevareforbundet NNF                 | 33 362            |
| HK/Danmark                            | 281 219           |
| Håndbold Spiller Foreningen           | 337               |
| Hærens Konstabel- og Korporalforening | 4 557             |
| Malerforbundet i Danmark              | 11 10             |
| Serviceforbundet                      | 16 308            |
| Socialpædagogerne                     | 36 790            |
| Spillerforeningen                     | 1 180             |
| Teknisk Landsforbund                  | 26 550            |

## Ordförande
- 1898–1903: Jens Jensen
- 1903–1909: Martin Olsen
- 1909–1929: Carl F. Madsen
- 1929–1936: Vilhelm Nygaard
- 1937–1938: Christian Jensen
- 1939–1939: Knud V. Jensen
- 1939–1942: Laurits Hansen
- 1943–1967: Eiler Jensen
- 1967–1982: Thomas Nielsen
- 1982–1987: Knud Christensen
- 1987–1996: Finn Thorgrimson
- 1996–2007: Hans Jensen
- 2007–2015: Harald Børsting
- 2015–2018: Lizette Risgaard